# Jiří Štancl (ur. 1949)
Jiří Štancl (ur. 18 listopada 1949 w Pradze) – czechosłowacki żużlowiec, występujący również na długim torze.

## Życiorys

### Kariera sportowa
Dwunastokrotny mistrz swojego kraju. Dziewięciokrotnie był finalistą IMŚ. Zadebiutował w roku 1971 na stadionie Ullevi w Göteborgu i zajął trzynaste miejsce. Pięć lat później (1976 r.) na Stadionie Śląskim w Chorzowie zajął 10. miejsce. Od następnego roku Jiří senior regularnie startował w finałach: 1977 r. w Göteborgu był czternasty; 1978 r. na stadionie Wembley w Londynie piętnasty; 1980 r. w Göteborgu trzynasty; 1981 r. w Londynie szesnasty; 1982 r. na stadionie Coliseum w Los Angeles był dziewiąty (najlepsza lokata w karierze); 1983 r. w Norden szesnasty i w Göteborgu (1984) był szesnasty.
Siedmiokrotnie był powołany do czechosłowackiej kadry na finały DMŚ, dwukrotnie zdobywając brązowe medale, w latach 1977 we Wrocławiu i 1979 w Londynie.
Sześciokrotny finalista MŚP. W latach 1972 i 1973 w Borås zajął VI miejsca. W roku 1977 w angielskim Manchesterze zajął czwarte miejsce w parze z Janem Vernerem. W Chorzowie zajął ponownie czwarte miejsce wspólnie Janem Vernerem. Cztery lata później (1982 r. Jiří senior wystąpił z Alešem Drymlem w Liverpoolu s Australii, zajmując ostatnie miejsce.
Był dwukrotnym wicemistrzem świata na długim torze, w roku 1983 w Mariańskim Łaźniach oraz w Korskro w roku 1985. Dwanaście razy startował w finałach IMŚ na długim torze.

### Życie prywatne
Syn Jiříego Štancla i ojciec Jiříego Štancla, również żużlowców.

## Przynależność klubowa
Czechosłowacja
- Ruda Hvezda Praga

Wielka Brytania
- Coventry Bees (1976–1978)
- Reading Racers (1979–1980)
- Reading Racers (1982)

## Osiągnięcia
Indywidualne Mistrzostwa Świata
- 1971 -  Göteborg - 13. miejsce – 3 pkt → wyniki
- 1976 -  Chorzów - 10. miejsce – 6 pkt → wyniki
- 1977 -  Göteborg - 14. miejsce – 3 pkt → wyniki
- 1978 -  Londyn - 15. miejsce – 2 pkt → wyniki
- 1980 -  Göteborg - 13. miejsce – 5 pkt → wyniki
- 1981 -  Londyn - 16. miejsce – 3 pkt → wyniki
- 1982 -  Los Angeles - 9. miejsce – 7 pkt → wyniki
- 1983 -  Norden - 16. miejsce – 1 pkt → wyniki
- 1984 -  Göteborg - 16. miejsce – 1 pkt → wyniki

Drużynowe Mistrzostwa Świata
- 1970 -  Londyn - 4. miejsce – 0 pkt → wyniki
- 1977 -  Wrocław - 3. miejsce – 8 pkt → wyniki
- 1978 -  Landshut - 4. miejsce – 7 pkt → wyniki
- 1979 -  Londyn - 3. miejsce – 6 pkt → wyniki
- 1980 -  Wrocław - 4. miejsce – 4 pkt → wyniki
- 1982 -  Londyn - 4. miejsce – 4 pkt → wyniki
- 1983 -  Vojens - 4. miejsce – 2 pkt → wyniki

Mistrzostwa Świata Par
- 1972 -  Borås - 6. miejsce – 7 pkt → wyniki
- 1973 -  Borås - 6. miejsce – 9 pkt → wyniki
- 1977 -  Manchester - 4. miejsce – 11 pkt → wyniki
- 1978 -  Chorzów - 4. miejsce – 9 pkt → wyniki
- 1982 -  Liverpool - 7. miejsce – 5 pkt → wyniki
- 1984 -  Lonigo - 6. miejsce – 5 pkt → wyniki

Indywidualne Mistrzostwa Świata na długim torze
- 1974 -  Scheeßel - 11. miejsce – 9 pkt → wyniki
- 1975 -  Radgona - 11. miejsce – 9 pkt → wyniki
- 1976 -  Mariańskie Łaźnie - 5. miejsce – 16 pkt → wyniki
- 1977 -  Aalborg - 4. miejsce – 15 pkt → wyniki
- 1978 -  Mühldorf am Inn - 9. miejsce – 11 pkt → wyniki
- 1979 -  Mariańskie Łaźnie - 4. miejsce – 17 pkt → wyniki
- 1980 -  Scheeßel - 12. miejsce – 6 pkt → wyniki
- 1981 -  Radgona - 11. miejsce – 6 pkt → wyniki
- 1982 -  Korskro - 17. miejsce – 4 pkt → wyniki
- 1983 -  Mariańskie Łaźnie - 2. miejsce – 20 pkt → wyniki
- 1984 -  Herxheim bei Landau/Pfalz - 8. miejsce – 9 pkt → wyniki
- 1985 -  Korskro - 2. miejsce – 19 pkt → wyniki

Indywidualne Mistrzostwa Czechosłowacji
- do uzupełnienia